# Impulsfolgefrequenz
Die Impulsfolgefrequenz (englisch Pulse Repetition Frequency, PRF, wörtlich „Pulswiederholfrequenz“) eines Radargerätes ist die Anzahl der gesendeten Impulse bezogen auf die Dauer der Zählung. Das Radargerät sendet einen kurzen hochfrequenten Impuls mit der Sendeimpulsdauer {\displaystyle P_{\mathrm {w} }} (Impulsbreite, engl. Pulse Width) und wartet zwischen den Sendeimpulsen auf die Echosignale. Die Zeit vom Beginn des einen Sendeimpulses bis zum Beginn des nächsten Sendeimpulses wird Impulsfolgeperiode (englisch Pulse Repetition Time, PRT) genannt und ist der Kehrwert der Impulsfolgefrequenz:
{\displaystyle \mathrm {PRT} ={\frac {1}{\mathrm {PRF} }}}

Zeitablauf eines Pulsradargerätes

Die Zeit zwischen den Sendeimpulsen ist allgemein die Empfangszeit. Diese ist immer kleiner als die Differenz zwischen der Impulsfolgeperiode und der Sendezeit und wird manchmal zusätzlich begrenzt durch eine so genannte Totzeit. In der Totzeit vor dem nächsten Sendeimpuls werden bei modernen Radargeräten Systemtests (Built-in test equipment BITE) durchgeführt.

## Mehrdeutige Zeitmessungen
Die Impulsfolgefrequenz eines Radargerätes muss gewährleisten, dass die Empfangszeit lange genug dauert, um auch Echosignale weit entfernter Objekte zu empfangen. Ist die Impulsfolgefrequenz zu groß, dann können Echosignale, die zu spät eintreffen, zu Messfehlern führen. Es sind nun mehrdeutige Ergebnisse der Reichweitenberechnung möglich, weil zwei Sendeimpulse als Ursache für das Echosignal in Frage kommen. Diese Echosignale werden oft mit dem englischen Begriff ambiguous returns benannt, manchmal wird auch noch der deutsche Begriff Entfernungsfaltung verwendet.
Die maximal mögliche Entfernung für ein eindeutiges Messergebnis (sogenannter „unambiguous return“) kann nach folgender Formel berechnet werden:
{\displaystyle R_{\mathrm {max} }={\frac {(\mathrm {PRT} -P_{\mathrm {w} })\cdot c_{0}}{2}}}
mit
PRT = Pulswiederholzeit
{\displaystyle P_{\mathrm {w} }} = Impulsdauer
{\displaystyle c_{0}} = Lichtgeschwindigkeit
Die Pulswiederholzeit PRT muss für den Hin- und Rückweg der elektromagnetischen Welle ausreichen, deshalb ist die Reichweite nur die Hälfte des durch die elektromagnetische Welle zurückgelegten Weges. Die Impulsdauer {\displaystyle P_{\mathrm {w} }} fließt deswegen in diese Formel mit ein, weil erst der gesamte Sendeimpuls empfangen werden muss, ehe ein Zielzeichen für das Sichtgerät erzeugt werden kann. (Diese Einschränkung erhält vor allem bei den Radargeräten Gewicht, die mit dem Pulskompressionsverfahren und sehr langen Sendeimpulsen arbeiten.)

## Unterdrückung von Mehrdeutigkeiten
Trotz einer ausreichenden Empfangszeit kann es vorkommen, dass durch anomale Ausbreitungsbedingungen der elektromagnetischen Wellen Überreichweiten erzielt werden. Diese Überreichweiten haben bei Radargeräten eine andere Bedeutung, als die Überreichweiten bei Funkverbindungen der Kommunikation. Bei solchen Überreichweiten kann durch das Radargerät oft nicht mehr der Bezug zu dem Zeitsystem hergestellt werden. Diese Echosignale werden dann mit falscher Entfernung dargestellt. Um solche Mehrdeutigkeiten (englisch: ambiguous returns) zu verhindern, gibt es mehrere Möglichkeiten:
- Wahl einer sehr niedrigen Impulsfolgefrequenz;
- Nutzung einer Staggered PRT, also einer sich ständig ändernden Dauer der Empfangszeit;
- bestimmte Intrapulse Modulations Verfahren.

### Größe der Impulsfolgefrequenz
Die Impulsfolgefrequenz kann nicht beliebig verkleinert werden. Von diesem Parameter des Radargerätes hängt auch die Datenerneuerungsrate ab, die eine möglichst hohe Impulsfolgefrequenz verlangt. Die Größe der Impulsfolgefrequenz ist demzufolge ein Kompromiss.

### Staggered PRT
In älteren Radargeräten ist „staggered PRT“ eine Möglichkeit, diese Fehlmessungen auch als solche zu erkennen. Der englische Begriff staggered bedeutet so viel wie gestaffelt oder versetzt. Als Schutz vor Störungen durch Überreichweiten und zur Vermeidung von Blindgeschwindigkeiten werden variable Impulsfolgeperioden (PRT) genutzt.

Anzeige eines ambiguous und eines unambiguous returns auf einem Ausschnitt eines PPI-scopes

Bei einer staggered PRT ist der Abstand zwischen den Sendeimpulsen nicht konstant. Echosignale aus Überreichweiten haben also zu der falschen PRT keinen konstanten Zeitbezug und sind somit als Überreichweiten erkennbar.
Modernere Radargeräte mit einer digitalen Radarsignalverarbeitung können diese versetzte Antwort erkennen und versuchen, die Echosignale aus Überreichweiten trotzdem in der richtigen Entfernung darzustellen. Dieser Vorgang wird auch „Entfernungsentfaltung“ genannt.

### Intrapulse Modulation
Bei dem Intrapulse Modulations Verfahren wird innerhalb der Sendeimpulse eine zusätzliche Frequenz aufmoduliert. Wenn diese Modulation nicht konstant ist, so kann der Radarsignalprozessor ein Echo zu seinem Sendeimpuls zuordnen, auch wenn das Echo aus einer anderen Impulsperiode entstammt. Nicht konstante Modulationen können durch codierte Puls-Phasenmodulation und sogar durch ein Pseudo-Random-Impulsmuster, welches möglichst dem weißen Rauschen ähnelt, realisiert werden.